# Илькирш-Граффенштаден (кантон)
Илькирш-Граффенштаден (фр. Canton d'Illkirch-Graffenstaden) — кантон на северо-востоке Франции в регионе Гранд-Эст (бывший Эльзас — Шампань — Арденны — Лотарингия), департамент Нижний Рейн, округ Страсбур. До марта 2015 года кантон входил в состав упразднённого округа Страсбур-Кампань.

## История
Кантон был создан в 1973 году.
С 1940 по 1945 год территория была оккупирована гитлеровской Германией.
До административной реформы 2015 года в кантон входило 3 коммуны: Илькирш-Граффенштаден, Ленгольсайм и Оствальд. По закону от 17 мая 2013 и декрету от 18 февраля 2014 года количество кантонов в департаменте Нижний Рейн уменьшилось с 44 до 23. Новое территориальное деление департаментов на кантоны вступило в силу во время выборов 2015 года. После реформы количество кантонов сократилось с 44-х до 23-х.
Начиная с выборов в марте 2015 года, советники избираются по смешанной системе (мажоритарной и пропорциональной). Избиратели каждого кантона выбирают Совет департамента (новое название генерального Совета): двух советников разного пола. Этот новый механизм голосования потребовал перераспределения коммун по кантонам, количество которых в департаменте уменьшилось вдвое с округлением итоговой величины вверх до нечётного числа в соответствии с условиями минимального порога, определённого статьёй 4 закона от 17 мая 2013 года. В результате пересмотра общее количество кантонов департамента Верхний Рейн в 2015 году уменьшилось с 44-х до 23-х.
Советники департаментов избираются сроком на 6 лет. Выборы территориальных и генеральных советников проводят по смешанной системе: 80 % мест распределяется по мажоритарной системе и 20 % — по пропорциональной системе на основе списка департаментов. В соответствии с действующей во Франции избирательной системой для победы на выборах кандидату в первом туре необходимо получить абсолютное большинство голосов (то есть больше половины голосов из числа не менее 25 % зарегистрированных избирателей). В случае, когда по результатам первого тура ни один кандидат не набирает абсолютного большинства голосов, проводится второй тур голосования. К участию во втором туре допускаются только те кандидаты, которые в первом туре получили поддержку не менее 12,5 % от зарегистрированных и проголосовавших «за» избирателей. При этом, для победы во втором туре выборов достаточно простого большинства (побеждает кандидат, набравший наибольшее число голосов).

## Консулы кантона
| Период      | Консул             | Должность                                      |
| ----------- | ------------------ | ---------------------------------------------- |
| 1973 — 1992 | André Durr         | Мэр коммуны Илькирш-Граффенштаден (1971—1995)  |
| 1992 — 2004 | Yves Bur           | Мэр коммуны Ленгольсайм (до 1995)              |
| 2004 — 2011 | Jean-Claude Haller |                                                |
| 2011 — 2015 | Claude Froehly     | Заместитель мэра коммуны Илькирш-Граффенштаден |

После реформы 2015 года консулов избирают парами:
| Консулы кантона после реформы 2015 года: | Консулы кантона после реформы 2015 года: | Консулы кантона после реформы 2015 года: | Консулы кантона после реформы 2015 года: |
| Период                                   | Пара консулов                            | Статус                                   | Должность                                |
| ---------------------------------------- | ---------------------------------------- | ---------------------------------------- | ---------------------------------------- |
| 2015 — 2021                              | Alfonsa Alfano                           | LR                                       |                                          |
| 2015 — 2021                              | Yves Sublon                              | DVD                                      | Мэр коммуны Эшо                          |

## Состав кантона
До марта 2015 года в составе кантона было 3 коммуны:
| Код INSEE | Коммуна               | Французское название   | Почтовый индекс | Площадь, км² | Население (2013) | Плотность, чел/км² |
| --------- | --------------------- | ---------------------- | --------------- | ------------ | ---------------- | ------------------ |
| 67218     | Илькирш-Граффенштаден | Illkirch-Graffenstaden | 67400           | 22,21        | 26455            | 1191,1             |
| 67267     | Ленгольсайм           | Lingolsheim            | 67380           | 5,69         | 17450            | 3066,8             |
| 67365     | Оствальд              | Ostwald                | 67540           | 7,11         | 11925            | 1677,2             |

После административной реформы площадь кантона — 57,79 км², включает в себя 4 коммуны, суммарная численность населения — 47 324 человека (по данным INSEE, 2013), плотность населения — 819 чел/км². Коммуна Ленгольсайм передана в состав вновь созданного кантона Ленгольсайм. В составе кантона 4 коммуны: две (Илькирш-Граффенштаден, Оствальд) из состава прежнего кантона и две (Плобсайм, Эшо) из состава упразднённого кантона Гайспольсайм (округ Страсбур-Кампань).
С марта 2015 года в составе кантона 4 коммуны:
| Код INSEE | Коммуна               | Французское название   | Почтовый индекс | Площадь, км² | Население (2013) | Плотность, чел/км² |
| --------- | --------------------- | ---------------------- | --------------- | ------------ | ---------------- | ------------------ |
| 67131     | Эшо                   | Eschau                 | 67114           | 11,83        | 4763             | 402,6              |
| 67218     | Илькирш-Граффенштаден | Illkirch-Graffenstaden | 67400           | 22,21        | 26455            | 1191,1             |
| 67365     | Оствальд              | Ostwald                | 67540           | 7,11         | 11925            | 1677,2             |
| 67378     | Плобсайм              | Plobsheim              | 67115           | 16,64        | 4181             | 251,3              |